# شهاب بن كثير
من المهندسين الأربعة الذين هندسوا بغداد، وكان متقلدًا العمل في الربع الذي من باب خراسان إلى الجسر الذي على دجلة، مادٍّا في الشارع على دجلة إلى باب قطربّل وكان معه من رجال المنصور: هشام ابن عمرو التغلبي وعمارة بن حمزة ذكره اليعقوبي في كتاب البلدان مع الثلاثة الذين تقدَّموه.